# Leucitite
La leucitite, ou roche leucite, est une roche ignée renfermant de la leucite. Bien que rare, elle est présente à de nombreux endroits dans le monde, présentant une grande diversité de types et suscitant un vif intérêt pétrographique. La présence de ce minéral dépend d'un faible pourcentage de silice dans la roche, car la leucite n'est pas compatible avec le quartz libre et réagit avec celui-ci pour former du feldspath potassique. En raison de sa propension à l'altération rapide, la leucite est plus fréquente dans les laves récentes et d'âge tertiaire, caractérisées par une concentration significative de potassium, ou du moins une proportion de potassium égale ou supérieure à celle de sodium. En présence d'une abondance de sodium, la néphéline remplace la leucite.
Dans les roches pré-tertiaires, la leucite est sujette à une décomposition facile, se transformant en zéolites, en analcite et d'autres minéraux secondaires. Bien que rare dans les roches plutoniques et les dykes, la syénite leucite et la tinguaïte leucite démontrent la possibilité de sa formation de cette manière. La forme arrondie de ses cristaux, leur teinte blanche ou grise, ainsi que l'absence de clivage planaire, facilitent grandement la détermination de la présence de leucite lors de l'inspection de ces roches, surtout lorsque les cristaux sont de grande taille.

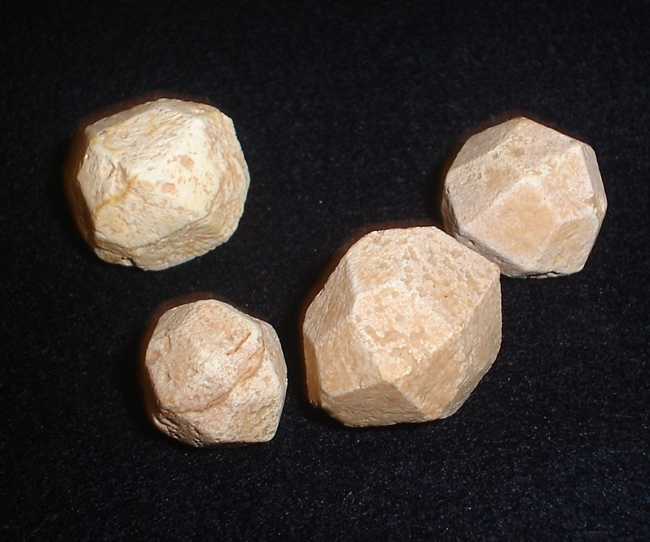
Pseudoleucite du massif alcalin de São João, Rio de Janeiro, Brésil

Les « pseudoleucites » se présentent sous la forme de zones arrondies composées de feldspath, de néphéline, d'analcite, etc., et imitent la leucite tant en termes de forme, de composition que parfois de structure cristalline extérieure. Il est probable qu'il s'agisse de pseudomorphes ou de paramorphes qui se sont formés à partir de la leucite, car ce minéral n'est pas stable à des températures ordinaires et peut subir, dans des conditions favorables, une transformation spontanée en un agrégat d'autres minéraux. La présence de la leucite aux côtés de la néphéline, de la sodalite ou de la noséane est très courante, tandis que d'autres minéraux tels que la mélanite, le grenat et la mélilite font également leur apparition avec une certaine régularité.
Les roches plutoniques renfermant de la leucite comprennent la syénite leucite et la missourite. Les premières sont composées d'orthose, de néphéline, de sodalite, de diopside, d'aégirine, de biotite et de sphène. Deux occurrences sont répertoriées, l'une en Arkansas et l'autre à Sutherland en Écosse, où la roche locale a été désignée sous le nom de borolanite. Les deux exemples présentent d'importantes taches arrondies visibles à l'œil nu, qui sont en réalité des pseudoleucites. Au microscope, elles se révèlent être composées d'orthose, de néphéline, de sodalite et de produits de décomposition, avec une disposition rayonnée à l'extérieur et une structure irrégulière au centre. Dans les deux roches, la mélanite joue un rôle important. Les missourites sont plus mafiques, composées de leucite, d'olivine, d'augite et de biotite. La leucite y apparaît partiellement altérée en analcite, conférant à la roche un aspect tacheté rappelant les leucites-syénites. Cette variété n'a été identifiée que dans les montagnes Highwood au Montana.
Les dykes riches en leucite appartiennent aux groupes de la tinguaïte et de la monchiquite. Les tinguaïtes à leucite, de teinte généralement gris pâle ou verdâtre, sont principalement composées de néphéline, de feldspath alcalin et d'aégirine. Cette dernière forme des taches et des excroissances mousseuses vert vif de forme indéfinie, ou dans d'autres cas, des prismes aciculaires épars parmi les feldspaths et les néphélines de la masse terrestre. Lorsque la leucite est présente, elle se manifeste sous forme de petits cristaux égaux à multiples faces dans la masse fondamentale, ou en masses plus importantes présentant les mêmes caractéristiques que les pseudoleucites. La biotite peut être présente dans certaines de ces roches, et la mélanite est également observée. La proportion de néphéline diminue à mesure que la leucite augmente, reflétant le rapport Na/K de la roche. Ces roches sont répertoriées dans l'état de Rio de Janeiro, en Arkansas, dans la péninsule de Kola (Russie), au Montana, et dans d'autres endroits. Au Groenland, des tinguaïtes à leucite riches en arfvedsonite (hornblende) et en eudialyte sont recensées. Où qu'elles se trouvent, ces roches sont associées aux syénites à leucite et à néphéline. Les monchiquites à leucite sont des roches sombres à grains fins composées d'olivine, d'augite titanifère et d'oxydes de fer, avec une masse vitreuse dans laquelle sont dispersés de petits cristaux arrondis de leucite. Elles ont été décrites en Tchécoslovaquie.
La plupart des roches contenant de la leucite sont des laves d'âge géologique tertiaire ou récent. Bien que dépourvues de quartz, ces roches comprennent généralement du feldspath, bien que certains groupes de laves leucites soient non feldspathiques. De nombreux échantillons renferment également de la néphéline, de la sodalite, de la haüyne et de la noséane. Le minéral mélilite, beaucoup plus rare, peut également apparaître dans certains cas. L'augite, parfois riche en sodium, est le minéral ferromagnésien le plus courant, tandis que l'olivine est présente dans les variétés les plus basiques. La hornblende et la biotite sont également présentes, mais moins fréquentes. La mélanite se trouve dans certaines laves, comme dans les syénites à leucite. Une leucitite extrusive riche en olivine et clinopyroxène, avec une masse vitreuse riche en sodium, est parfois appelée ugandite, bien que cette terminologie ne soit pas recommandée, et ces roches sont mieux définies sous le nom de leucitites à olivine. 

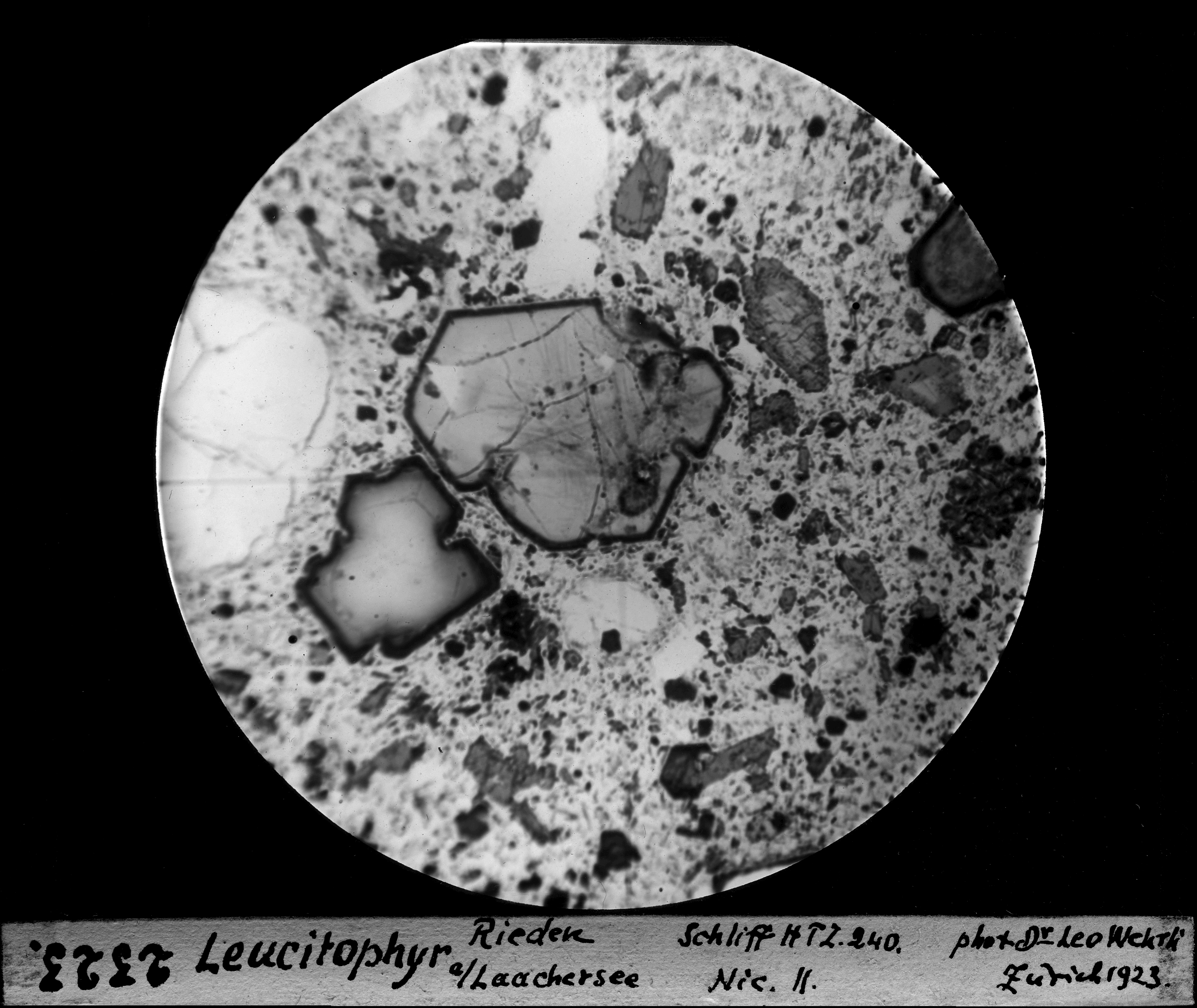
Section mince de leucitophyre de Laacher See, Allemagne

Les roches qui présentent une quantité significative d'orthose (ou de sanidine) sont les leucites-trachytes, les leucites-phonolites et les leucitophyres. Parmi ces groupes, les deux premiers, souvent considérés de manière indistincte par la plupart des auteurs, sont fréquents dans les environs de Rome. Elles ont une apparence trachytique, avec des phénocristaux de sanidine, de leucite, d'augite et de biotite. La présence de sodalite ou de haüyne est possible, bien que la néphéline soit généralement absente. Ces roches se trouvent également dans les tufs des Champs Phlégréens, près de Naples. Les leucitophyres, plus rares, ont été décrits dans diverses parties de la région volcanique du Rhin (Olbrück, lac de Laach, etc.) et du Mont Vultur en Italie. Ils sont riches en leucite, mais contiennent également de la sanidine et souvent une quantité importante de néphéline, associée à de la haüyne ou de la noséane. Leur pyroxène est principalement de l'aégirine ou de l'aégirine-augite, et certaines de ces roches sont riches en mélanite. Les coupes au microscope de ces roches sont d'un grand intérêt en raison de leur beauté et de la variété des minéraux feldspathoïdes qu'elles renferment. Au Brésil, des leucitophyres datant de la période carbonifère ont été découverts.
Les roches leucitiques riches en feldspath plagioclase sont appelées téphrites leucitiques et basanites leucitiques. Les téphrites leucitiques sont principalement constituées de plagioclase, de leucite et d'augite, tandis que les basanites leucitiques contiennent également de l'olivine. La leucite est souvent présente sous forme de cristaux porphyriques et en tant qu'élément de la masse broyée, avec des contours arrondis. Le feldspath va de la bytownite à l'oligoclase, généralement une variété de labradorite, tandis que l'orthose est rare. L'augite présente une variation chimique et optique importante, pouvant être verte, brune ou violette (indiquant une teneur élevée en Na et Ti), mais elle n'atteint généralement pas des niveaux suffisamment élevés en Na et Fe pour être qualifiée d'aégirine-augite ou d'aégirine. Parmi les minéraux accessoires, on trouve la biotite, la hornblende brune, l'haüyne, les oxydes de fer et l'apatite, tandis que la mélanite et la néphéline peuvent également être présentes. La masse de ces roches n'est que rarement riche en verre. Les téphrites leucitiques et les basanites leucitiques du Vésuve et du mont Somma sont des exemples bien connus de cette classe de roches. Elles sont de couleur noire ou gris cendré, souvent vésiculaires, et peuvent contenir de gros phénocristaux gris de leucite. L'augite noire et l'olivine vert jaune sont également facilement observables sur les spécimens en mains. Des roches similaires sont obtenues du volcan Ello en Sardaigne, de Roccamonfina, de Bohême, de Java, des Célèbes, du Kilimandjaro (Afrique) et près de Trébizonde en Anatolie.
Les laves leucites dépourvues de feldspath sont classées en leucitites et basaltes leucites. Les basaltes leucites contiennent de l'olivine, tandis que les leucitites n'en renferment pas. Le pyroxène est le minéral ferromagnésien habituel, similaire à celui des téphrites et des basanites. Parmi les minéraux accessoires fréquents dans ces roches, on trouve la sanidine, la mélanite, la haüyne et la pérovskite, et beaucoup d'entre elles renferment de la mélilite en certaine quantité. La leucitite bien connue du Capo di Bove, près de Rome, est riche en ce minéral, formant des plaques irrégulières jaunes dans les échantillons en mains, renfermant de nombreux petits cristaux arrondis de leucite. Bracciano et Roccamonfina sont d'autres localités italiennes pour la leucitite, tandis qu'à Java, au Montana, aux Célèbes et en Nouvelle-Galles du Sud (Australie), des roches similaires sont présentes. Les basaltes leucites, appartenant à des types plus basiques et riches en olivine et en augite, se trouvent en grand nombre dans la région volcanique rhénane (Eifel, lac de Laach) et en Bohême. Ils accompagnent également les téphrites ou leucitites à Java, au Montana, aux Célèbes et en Sardaigne. Le pépérino des environs de Rome est un tuf leucitique.

## Classification TAS
Selon la classification TAS basée sur la teneur en silice et en alcalins totaux, la leucitite se trouve dans la catégorie des roches ignées, cristalline normale, à grains fins (« volcanique »), une foïditoïde plus précisément une foïdite.
Elle se trouve aussi dans les roches ignées cristallines exotiques, parmi les roches ultrapotassiques.
Les foïdites sont des roches caractérisées par la présence de foïdes (minéraux riches en sodium et en potassium), principalement la leucite, constituant entre 60 à 90 % des composants et conférant à la roche une couleur claire.
Dans la classification des roches leuciteuses, le terme "foïdite" est désormais utilisé de deux manières :
1. Au sens large (sensu lato) : il est utilisé comme un nom de groupe englobant toutes les roches contenant de la leucite et se situant dans le champ QAPF 15.
2. Au sens strict (sensu stricto) : il fait référence à une roche spécifique située dans le champ QAPF 15c, composée principalement de leucite, de clinopyroxène et d'olivine représentant plus de 10 % de la composition totale[1].

## Liens connexes
- Roche magmatique
- Phonolite